# República Corsa
La República Corsa fue un estado independiente existente entre 1755 y 1769 en la isla de Córcega, antigua dependencia de la República de Génova, hasta que fue anexionada militarmente por Francia.

## Antecedentes: la revuelta de 1729
En 1729 estalla en Córcega una revuelta dirigida por Carlo Francesco Raffaelli (nombrado generalísimo), Andrea Colonna, Luigi Giafferi, Ghjacintu Paoli, Andria Ceccaldi y el padre Orticoni, con el apoyo de sectores de la burguesía y el bajo clero.  La revuelta coincidió con la Guerra de los Cuarenta Años y no fue ni excesivamente organizada ni masiva. 
Estalló por un incidente menor en Bozio y se expandió por la Castagniccia para finalmente extenderse a toda la isla. Fue una revuelta de montañeses que blindaron el litoral insular. Como desde Génova no pudieron dominar la revuelta corsa, la república marítima solicitó ayuda al Principado de Würtemberg, que invadiría la isla con un contingente de unos 15 000 soldados. Entonces, el líder independentista Ghjacintu Paoli obtendría el protectorado de España y los Estados Pontificios, lo que le ayudaría en 1731 a formar una Junta Nacional, que pidió auxilio al Imperio austríaco. Como resultado de esto muchos corsos emigraron, estableciéndose una considerable comunidad corsa en la vecina isla de Cerdeña.
El 11 de mayo de 1732 se firmó la Paz de Corte, por la cual se decretó una amnistía general, la readmisión de los rebeldes, poder efectivo al Consiglio dei Diciotto, la revocación de los impuestos abusivos y la creación de una "orden de la nobleza". Pese a que la paz fue garantizada por el emperador austríaco, en 1735 Austria se vio envuelta en una guerra de sucesión de Polonia, cosa que aprovecharía Luigi Giafferi para liderar una revuelta que, reclamando el apoyo de España, izaría la bandera española en la isla. La Cunsulta de Corti aprobaría una Constitución, redactada por el abogado Salvatore Costa, que establecía el poder corso en una junta de seis miembros, encabezada por Ornano, Giafferi y Paoli.

## Elreinadode Teodoro I
El 12 de marzo de 1736 desembarcaró en Aléria el aventurero alemán Theodor von Neuhoff. Con apoyo británico y la connivencia de Giafferi y Paoli, el 15 de abril del mismo año se proclamó soberano y primer monarca del Reino de Córcega como Teodoro I. Giafferi fue nombrado marqués y generalísimo del Ejército corso. Como primeras medidas, se confiscaron los bienes y tierras de genoveses y griegos establecidos en la isla, se abolieron las aduanas internas y se estableció la libertad de culto. Paoli y Giafferi fueron nombrados primeros ministros. Adoptaron como himno nacional la canción Diu vi Salvi Regina, adaptación al corso hecha por Salvatore Costa, así como una Constitución en la que el poder ejecutivo lo ejercían tres primados, mientras que el legislativo lo ejercía la "Assamblea Popular". Como bandera se eligió la actual bandera de Córcega, con la cabeza de moro de origen aragonés.
Los genoveses declararon a Neuhoff culpable de traición, quien en 1736 marchó al extranjero a buscar ayuda y dejó en regencia a Paoli, Giaffori y a Luca d'Ormano. Los genoveses intentaron en vano un acuerdo con los rebeldes y por ello, el 10 de noviembre de 1737, aceptaron el socorro francés. Una fuerza comandada por Fleury desembarcó en Saint-Florent e intentó construir un partido francés. El conde de Boissieux fue benevolente con los rebeldes, pero éstos vencieron a los franceses en Borgo (Vespri Corsi). El sucesor fue Maillebois, quien en enero de 1740 obtuvo la cesión de las fortalezas de la isla y obligó a Paoli y Giaffori a exiliarse, a la vez que obtuvo desde 1739 el apoyo de Gian Pietro Gaffori (1710-1753), enemigo de Neuhoff. A pesar de todo, en mayo de 1741 Maillebois volvió a Francia y una nave inglesa llevó a Neuhoff de vuelta a Córcega; Gaffori se sublevó contra los genoveses mientras que Paoli y Giafferi organizaban un regimiento de refugiados corsos en Nápoles con el objetivo de regresar a la isla. Neuhoff, finalmente abandonado por los ingleses, se exilió en la Toscana.
Los rebeldes ofrecieron la corona a Carlos Manuel III de Cerdeña, pero en el Tratado de Aranjuez de 1745, fue cedida a los Borbones. En noviembre los ingleses bombardearon Bastia e intentaron desembarcar en la ciudad, pero fueron rechazados por los ciudadanos. Al mismo tiempo, Gaffori, Matra e Ignazio Venturini organizaron la Cunsulta d'Orezza, que intentaba combatir tanto a genoveses como a franceses, con la ayuda de los ingleses. En 1746, además, fueron atacados por austriacos y piamonteses, que serían rechazados por el Marqués de Cursay, enviado a la isla por los franceses con el objetivo de reforzar su partido. Venturini será nombrado líder de los protectores desde 1746 hasta 1751.

## La República de Paoli
Por la Convención de San Firenzu del 6 de septiembre del 1752, Francia devolvió a la República de Génova la administración de Córcega con la garantía de la participación de los corsos en la administración. Ghjuvan Pietru Gaffori, general de los rebeldes, ocupó el gobierno e intentó restablecer el Principado. El comisario genovés Grimaldi fue envenenado el 3 de octubre de 1753, lo que provocó un estado de caos y anarquía en la isla. Los corsos residentes en Roma plantearon entregar el gobierno a la Orden de Malta, pero la Cunsulta de Caccia del 24 de abril de 1755 proclamó que el dominio de la isla pasaba a representación nacional. El 13 de julio la Cunsulta de Casabiana convocada por Climente Paoli, hijo de Ghjacintu, establece un directorio de cinco miembros (Carlo Grimaldi, Climente Paoli, Santucci Tomassio y Simone Pietru Frediani). 
Una de las primeras medidas llevadas a cabo por Paoli fue redactar una Constitución democrática que se aprobaría en el mes de noviembre con una Cunsulta (poder legislativo) elegida por sufragio universal, órgano que controlaría al General y que elaboraría las leyes, establecería los presupuestos y elegiría el gobierno a través de una mayoría de dos tercios. Del gobierno dependerían los síndicos, líderes de provincia y magistrados. También establecía un Consejo de Estado de nueve miembros. El gobierno elegiría al General o presidente. Desde el punto de vista judicial, la potestad eran el juez de paz y delitos menores y el alcalde de su municipio. También se editó el primer periódico en lengua corsa (Ragguaghju dell'Isola di Corsica) el cual se convirtió en el periódico oficial del gobierno entre 1762 y 1769.
Genova entregó la isla a Francia en 1768, mediante el Tratado de Versalles.